# Зірочник товстолистий
Зірочник товстолистий (Stellaria crassifolia Ehrh.) — вид рослин із роду зірочник (Stellaria) родини гвоздичних (Caryophyllaceae).

## Загальна біоморфологічна характеристика
Багаторічник з товстуватим повзучим кореневищем. Стебла 8–30 см заввишки, гіллясті, висхідні або прямостійні, 4-гранні, гладкі, без запушення. Листя 5–15 мм завдовжки, 2–8 мм завширшки, еліптично-ланцетні, на верхівці коротко загострені, сидячі, голі, зазвичай з вегетативними пагонами в їх пазухах. Квітки дрібні, білі, в пазушних негустих напівпарасольках, приквітки трав'янисті. Чашолистки 2–3 мм завдовжки, ланцетні, загострені, без різких жилок, по краях вузькоплівчаті, голі або слабо запушені. Пелюстки вдвічі довше чашечки або дорівнюють їй, майже повністю 2-роздільні, пильовики округлі, світлі або рожеві. Плід — еліптична коробочка завдовжки 4,5–5 мм, завширшки 2 мм, світла, довгаста, довше чашечки. Насіння овальне, блідо-коричневе, концентрично зморшкувате.
Цвіте у травні — червні. Ентомофіл. Розмноження насіннєве та вегетативне. Анемохор.
Число хромосом — 2n (2x) = 26.

## Поширення
Євразія (Скандинавія, Середня і Східна Європа, Кавказ, Західний і Східний Сибір, Далекий Схід, гори Середньої Азії, Японія, Китай), Північна Америка. Арктобореальний вид. Описаний з Ґренландії.

## Екологія
Росте на мохових і осокових болотах, замшілих берегах струмків, річкових піщаних терасах, солончакових луках, галечниках, заболочених луках.

## Охорона у природі
Входить до Офіційного переліку регіонально рідкісних рослин Львівської області.
Запропонований до регіональної охорони на території Рівненської області, де є раритетним (дуже рідкісним) видом, достовірно відомий лише з одного локалітету, популяція є малочисельною. За гербарними матеріалами вид відомий біля села Перевередів Млинівського району.
Занесена до Червоних книг Латвії і Білорусі. В Росії входить до Червоних книг Володимирської, Калузької, Липецької, Рязанської областей, Республіки Татарстан і Удмуртської Республіки.